# Bardhyl Çaushi
Bardhyl Çaushi (ur. 15 sierpnia 1936 w Djakowicy, zm. 1999) – kosowski sędzia i działacz społeczny, dziekan Uniwersytetu w Prisztinie.

## Życiorys
Ukończył studia prawnicze w Skopje, pracował następnie jako sędzia w sądach w Peciu i Djakowicy. Pracował również jako dziekan Wydziału Prawa Uniwersytetu w Prisztinie.
Podczas bombardowania Jugosławii przez siły NATO, Çaushi został uprowadzony przez siły jugosłowiańskie i był przetrzymywany w więzieniach na terenie Serbii. Zmarł w 1999 roku w niewyjaśnionych okolicznościach.
W 2005 roku odnaleziono i zidentyfikowano jego ciało. 30 września tegoż roku odbył się jego pogrzeb.

## Odznaczenia
Został pośmiertnie odznaczony kosowskim Orderem Niepodległości przez prezydenta Kosowa Ibrahima Rugovę.